# Campagne (Dordonha)
Campagne é uma comuna francesa na região administrativa da Nova Aquitânia, no departamento Dordonha. Estende-se por uma área de 14,05 km². Em 2010 a comuna tinha 402 habitantes (densidade: 28,6 hab./km²).